# الأنشاصية
قرية الأنشاصية هي إحدى القرى التابعة لمركز أجا في محافظة الدقهلية في جمهورية مصر العربية.

## التاريخ
قرية الأنشاصية من القرى القديمة، حيث وردت باسم «منية النشاصي» في أعمال الشرقية ضمن قرى الروك الصلاحي التي أحصاها ابن مماتي في كتاب قوانين الدواوين، كما وردت باسم «النشاصية» المعروفة باسم «منية النشاصي» في أعمال الشرقية ضمن قرى الروك الناصري التي أحصاها ابن الجيعان في كتاب «التحفة السنية بأسماء البلاد المصرية». وفي العصر العثماني وردت باسم «النشاصية» في التربيع العثماني الذي أجراه الوالي العثماني سليمان باشا الخادم في عصر السلطان العثماني سليمان القانوني ضمن قرى ولاية الدقهلية، وفي تاريخ 1228هـ/1813م الذي عدّ قرى مصر بعد المسح الذي قام به محمد علي باشا باسم «الإنشاصية» ضمن قرى مديرية الدقهلية.

## السكان
حسب إحصاءات سنة 2006 بلغ إجمالي السكان في الأنشاصية 4041 نسمة، منهم 1925 رجلا و2116 امرأة.